# Bronspraktbagge
Bronspraktbagge (Buprestis haemorrhoidalis) är en skalbagge som tillhör familjen praktbaggar. De fullbildade skalbaggarna har en kroppslängd på 12 millimeter eller lite mer och är svarta med metallisk glans i grönt eller brons. I Sverige är arten rödlistad som nära hotad.
Skalbaggens larvutveckling är knuten till död, torr och solexponerad ved av barrträd som gran och tall, till exempel högstubbar eller träd som dött efter en brand. Det förekommer även att larver av den här skalbaggen utvecklas i äldre timrade byggnader. Om förhållandena är goda kan larven utvecklas till en fullbildad skalbagge på tre år, dock är det inte ovanligt att det behövs längre tid. 